# فيليب بيثيو
فيليب بيثيو (بالفرنسية: Philippe Peythieu)‏ هو ممثل فرنسي، ولد في 25 سبتمبر 1950.

## وصلات خارجية
- فيليب بيثيو على موقع IMDb (الإنجليزية)
- فيليب بيثيو على موقع ألو سيني (الفرنسية)
- فيليب بيثيو على موقع ميوزك برينز (الإنجليزية)
- فيليب بيثيو على موقع قاعدة بيانات الفيلم (الإنجليزية)
- فيليب بيثيو على موقع كينوبويسك (الروسية)